# De Sims 2: Appartementsdieren
De Sims 2: Appartementsdieren is een simulatiespel voor Nintendo DS.

## Gameplay
De speler maakt een personage aan, een Sim, en richt een appartementswoning in voor die Sim. De Sim heeft een dierensalon waar hij verschillende diersoorten moet verzorgen. Het doel is zo veel mogelijk Simdollars te verdienen door huisdieren aan te kleden en ze te verzorgen. Met de Simdollars kunnen verbeteringen voor de woning en het salon gekocht worden.

### Diersoorten
De dieren die in het spel voorkomen zijn:
- Vogels
- Cavia's
- Honden
- Katten
- Slangen
- Konijnen
- Hamsters

Voor elk dier kan specifieke kleding of speelgoed gekocht worden en de speler heeft de mogelijkheid om met de dieren verschillende minigames te spelen.